# Edgar Archibald
Edgar Spinney Archibald, CBE, O.C., FRSC, kanadski agronom in biolog, * 12. maj 1885, † 23. januar 1968.
Med letoma 1951 in 1952 je bil višji vodja Organizacije za prehrano in kmetijstvo pri OZN, med letoma 1954 in 1955 pa kmetijski svetovalec ministra za kmetijstvo Etiopije.
Bil je član Kanadske kraljeve družbe.